# オネガイシマス海賊団
オネガイシマス海賊団（2013年12月11日-)は、日本の五人組Youtuber。元UUUM所属。略称は、OSP(OnegaiShimasu Pirates)。

## 概要
2013年12月11日、TAKASHI’sTV!!!(タカシズTV) としてスタート。当初、オーワ・D・タカシのソロチャンネルであったが、幼馴染Kの加入を皮切りに徐々にメンバーが増加し、五人組となった。チャンネルの最初期は、パズドラなどのゲーム実況やトークなど総合エンタメチャンネルであったが、次第に企画の一つであった一番くじやTAKASHI’sONE PIECE NEWS!!!などのワンピース系の動画がメインとなる。現在は、グッズ紹介や感想考察、バラエティーなどのONE PIECE関連動画をあげている。

## 略歴
2013年12月11日TAKASHI’sTV!!!(タカシズTV) 開局。
2014年8月10日、K初登場。
2016年11月12日、「UUUM FAN MEETING 2016 Vol.10」に出演。
2018年7月2日、オーワ・D・タカシが 『ONE PIECE』公式ファンブック「VIVRE CARD ～ONE PIECE図鑑～」の公認YouTuberに就任。
2018年2月21日、ピタラジで知り合ったことを契機に佐藤加入。
同時に、オネガイシマス海賊団‼︎!【ワンピースファンチャンネル】に名称変更。　
2018年8月25日、「UUUM×太鼓の達人 クリエイター夏祭り」に出演。
2019年2月7日、AGARUTVで知り合った星健太郎が加入。
2019年4月11日、オーワ・D・タカシ結婚を報告。
2019年12月7日、「MUUUSICvol.2」に出演。
2020年3月8日、【ONE PIECE LIVE ATTRACTION『MARIONETTE』3】のセミファイナル&ファイナル公演直前コーナーに出演。
2021年3月4日発売、『るるぶONE PIECE』にタカシ監修の「妄想海図」が掲載。
2021年7月22日、オーワ・D・タカシが ONE PIECE公式YouTube 『仲間がいるよTube‼︎‼︎』レギュラー出演が決定。
2024年1月20日、アレーナホールにて、「オネガイシマス海賊団!!!結成10周年感謝祭！ ～気の合う仲間達とYouTube10年間続けてみた結果www～」を開催。
2025年3月18日、Kが結婚したことを報告。
2025年8月10日、東京ビッグサイトで行われたイベント「ONE PIECE DAY'25」に出演。
2025年9月6日、 梅田ラテラルにおいて、「OSP SUMMER TIME!!! ～ 暑中オネガイ申し上げます ～」を開催。

## メンバー
| 名前                                             | 生年月日       | 身長  | 職業                                                                                 | 血液型 | 出身地   | 出演頻度 | 備考 |
| ------------------------------------------------ | -------------- | ----- | ------------------------------------------------------------------------------------ | ------ | -------- | -------- | --- |
| オーワ・D・タカシ(またの名をデラクア ヒ・アキラ) | 1988年11月22日 | 163cm | お笑いシンガーソングライター、元祖ツッコミ系YouTuber、船長                           |        | 神奈川県 | 高い     | 本名は大和田崇。ちびまる子ちゃんのクイズが苦手。推しキャラは、モンキー・D・ルフィ。                                                   |
| K                                                | 1988年11月28日 | 163cm | YouTuber、大家、会社員、ファイナンシャルプランナー、オンラインサロンオーナー、投資家 |        | 神奈川県 | 高い     | 絵やキャッチコピーの才能が絶妙で【先生】と呼ばれている。ミニマリスト。推しキャラは、ドンキホーテ・ドフラミンゴ 、オーブン、ウォッカ。 |
| 佐藤                                             |                |       | YouTuber 、構成作家                                                                  |        |          | やや高い | オネガイシマス海賊団の毒舌兼闇担当。                                                                                                  |
| 星健太郎                                         |                |       | YouTuber 、占い師                                                                    |        |          | 低い     | ONE PIECE 初心者で、マニアに質問する動画が好評である。推しキャラは、フォクシー。                                                      |
| ハーフくん                                       |                |       | YouTuber                                                                             |        |          | 直近なし | ONE PIECE の推しキャラは、サトリ。 |

## 動画
基本的に毎日動画が投稿（19:00)されており、動画の種類は以下の傾向がある。
| 月曜日                      | 火曜日              | 水曜日                                         | 木曜日                                         | 金曜日                                                                | 土曜日             | 日曜日             |
| ONE PIECE最新話リアクション | ONEPIECE 最新話考察 | ONE PIECE キャラまとめまたは、視聴者の質問回答 | ONE PIECE キャラまとめまたは、視聴者の質問回答 | ONE PIECE 関連動画（以前は、ONE PIECEチョイ見せ感想動画をあげていた） | ONE PIECE 関連動画 | ONE PIECE 関連動画 |